# المقطوعة الحالمة رقم 21 (شوبان)

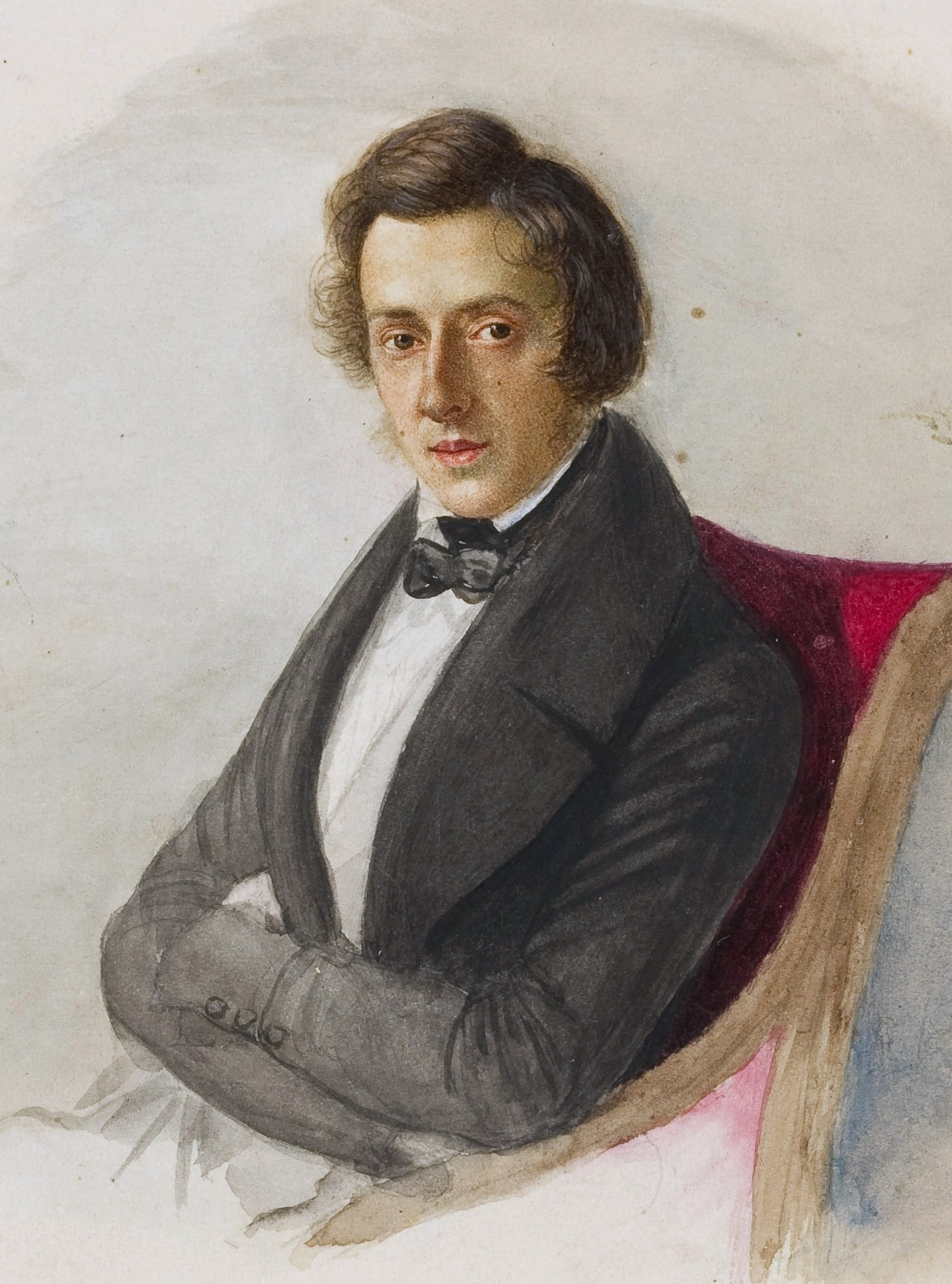
شوبان 1835

مقطوعة البيانو الحالمة رقم 21 من تأليف فريدريك شوبان سنة 1837، وتعتبر آخر ما تم نشره من مقطوعات حالمة له بعد موته سنة 1837. وتم إدراجها ضمن الفهرس البني برقم B108. ترجع شهرة المقطوعة لبساطتها الساحرة وشبهها بالأغاني الشعبية.